# Londons hamn

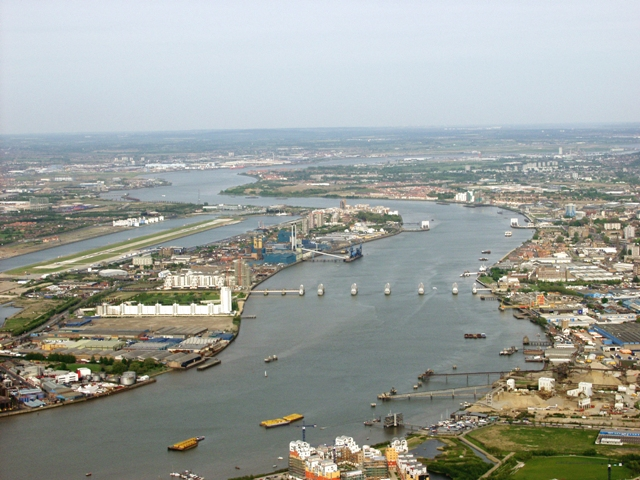

Londons hamn ligger längs med Themsens stränder från London och ut till Nordsjön. Den återfinns på flera områden längs med Themsen med bland annat centrala London som en del. Det var en gång i tiden världens största hamn, idag är det Storbritanniens näst största hamn sett till antalet tonnage som hanteras efter Grimsby & Immingham. Driften sköts av Port of London Authority (PLA).

## Historia
Under romartiden och medeltiden anlade skepp vid små kajer i dagens City of London eller Southwark. Problem med bland annat tjuvar och plats gjorde att Howland Great Dock i Rotherhithe byggdes 1696. Hamnen blev en stor framgång kommersiellt och lade grunden för ytterligare hamnar där även skeppsvarv och stora lagerhallar etablerades. 1802 stod West India Docks klar och följdes av London (1805), East India Docks (1805), Surrey Docks (1807), Regent's Canal Dock (1820), St Katharine Docks (1828) och West India South Docks (1829). Ny hamnar följde i Royal Victoria Dock (1855), Millwall Dock (1868) och Royal Albert Dock (1880). Den sista hamnen blev King George V Dock år 1921.
De olika hamnarna kom ofta att specialisera sig på olika produkter, till exempel Surrey Docks arbetade främst med timmer och Millwall Dock tog hand om spannmål och St. Katharine tog hand om bomull, socker och gummi. Arbetarna valdes ut på daglig basis av förmän som fördelade arbetet, en ordning som kvar kvar till 1965.
Från början byggdes och drevs hamnarna av olika privata bolag men 1909 tog Port of London Authority hand om all drift för att effektivisera verksamheten och förbättra relationen mellan arbetsgivare och arbetstagare. Nazitysklands bombningar under andra världskriget förstörde stora delar av området som återuppbyggdes på 1950-talet och fick en ny blomstringsperiod. 1960-talets containerrevolution innebar en flytt av verksamheten när de nya stora containerfartygen inte kunde anlägga i centrala London.
Under 1970-talets ekonomiska nedgång lades nästan all hamnverksamhet ned i Docklands som var kärnan i Londons hamnanläggningar